# The Raven (album des Stranglers)
Pour les articles homonymes, voir Raven.
Cet article concerne l'album des Stranglers. Pour l'album de Lou Reed, voir The Raven.
Albums de The Stranglers
Black and White
(1978) The Gospel According to the Meninblack
(1981)
The Raven est le quatrième album studio du groupe The Stranglers. Enregistré à côté de Paris au cours du mois de juin 1979, il sort le 21 septembre de cette même année au Royaume-Uni, sur le label United Artists. C'est le premier album que le groupe a produit lui-même, avec l'aide de l'ingénieur du son Alan Winstanley.
Après l'album relativement expérimental que représentait Black and White en 1978, le nouvel opus continue dans la même veine tout en essayant de réconcilier innovation musicale et accessibilité. Les thèmes abordés sur The Raven reflètent les tournées incessantes des Stranglers au cours des deux années précédentes (Europe, Japon, Australie, États-Unis) tout en gardant une tonalité européenne. Le corbeau de la pochette et de la chanson-titre est en effet l'animal emblème des Vikings, le peuple européen conquérant.
L'album est donné en public pour la première fois en août 1979, lors d'un concert en première partie des Who à Wembley. Il est généralement bien accueilli par la presse et il est souvent cité comme leur préféré par les fans et plusieurs membres du groupe. Il a rencontré un grand succès au Royaume-Uni en entrant directement à la 4e place des charts et le premier single qui en a été tiré, Duchess, à la 14e place.

## Genèse et enregistrement

### Contexte général
The Raven est publié en septembre 1979, le même mois que les albums 154 de Wire, Entertainment! de Gang of Four, A Different Kind of Tension des Buzzcocks, Cut des Slits et Join Hands de Siouxsie and the Banshees. En juin, est sorti Unknown Pleasures, le premier album de Joy Division, et en novembre, ce sera au tour du deuxième de PIL, Metal Box.
Après la mort de la première vague punk, à la fin de l'année 1977, le rock anglais a commencé à évoluer rapidement et les premiers disques de post-punk et de synthpop sont sortis dès le début de l'année 78. Les deux sous-genres de new wave que constituent la « new pop » (d'Orange Juice à Scritti Politti) et la « big music » (d'Echo and the Bunnymen à U2) et, dans un genre très différent, le rock gothique (Bauhaus) sont encore à inventer. The Raven se situe dans cet entre-deux.

### Genèse
En septembre 1979, les Stranglers viennent de sortir trois albums en dix-huit mois : Rattus Norvegicus et No More Heroes en 1977, Black and White en 1978. Et les deux auteurs-compositeurs du groupe ont trouvé le temps de travailler sur leurs albums solos respectifs : Euroman Cometh qui est sorti au mois d'avril 1979, pour JJ Burnel et Nosferatu qui est presque achevé et sortira en novembre, pour Hugh Cornwell. La sortie d'un premier album live intitulé X-Cert, en février 1979, est venue clore cette première période intense du groupe.
L'intention des Stranglers est de produire, avec The Raven, un disque « plus beau que Black and White mais pas aussi austère » tout en continuant à expérimenter comme sur l'album précédent. Hugh Cornwell s'en explique à l'époque : « L'essentiel de la musique que nous écrivons est très nihiliste, c'est presque une hystérie dadaïste pour détruire toutes les formes de musique et créer quelque chose à partir des petits morceaux. Toute la black side de l'album Black and White est comme ça. C'est comme si nous avions pris les chansons, les avions brisées en miettes et créé quelque chose de neuf à partir de là. Et sur notre nouvel album nous avons développé encore davantage cette idée. »
The Raven profite également des expériences solos de ses deux auteurs-compositeurs : on retrouve l'expérimentation électronique présente sur Euroman Cometh sur certains titres (Baroque Bordello, Genetix) et le côté sombre, gothique de Nosferatu sur d'autres (Ice, Genetix, Dead Loss Angeles). D'autre part, à la suite de sa collaboration avec le batteur de Captain Beefheart, Robert Williams, Hugh Cornwell pousse Jet Black à innover dans sa manière de jouer.
Sur le plan des paroles, le tournant amorcé avec Black & White se poursuit sur The Raven : Hugh Cornwell et JJ Burnel sont moins centrés sur leurs aventures personnelles. Le temps des titres qui leur ont valu une réputation peu flatteuse de misogynes est fini. En fait, Hugh Cornwell expliquera en 2001 que la majorité des chansons ont trait aux pays qu'ils ont visités lors de leurs récents séjours à l'étranger.
L'album est en partie écrit et répété, au mois de mai 1979, dans une maison louée en Italie, près de Pérouse. Les souvenirs des deux auteurs-compositeurs différent sur ce point. Dans la biographie du groupe, Hugh Cornwell écrit qu'ils y ont écrit la majorité des chansons tandis que JJ Burnel ne se souvient que de Baroque Bordello.
Enfin, la période qui s'ouvre avec The Raven voit le groupe s'adonner de plus en plus aux drogues dures, un fait qui, selon Hugh Cornwell, influe sur le son de cet album : « John [JJ Burnel] et moi appréciions l'héroïne ce qui pourrait expliquer pourquoi nous prenions tous ces étranges détours musicaux et pourquoi ils faisaient sens pour nous. »

### Enregistrement
L'enregistrement de The Raven démarre en fait en décembre 1978 quand les Stranglers investissent les studios Eden à Londres pour y enregistrer Two Sunspots en vue d'en faire un single. Ils ont alors l'idée de ralentir le rythme du morceau et d'y adjoindre des voix trafiquées avec un harmonizer. Le résultat figurera sur le nouvel album sous le titre de Meninblack. Selon Hugh Cornwell, le morceau parait tellement étrange à Martin Rushent, le producteur des trois premiers albums, qu'il décide de cesser sa collaboration. Martin Rushent nuancera les propos du groupe en 2008 en disant qu'il n'y avait non seulement des raisons de désaccord musical à son refus de produire The Raven mais aussi des problèmes de relation avec JJ Burnel ainsi que la volonté de s'intéresser à la vague électronique émergente (il produira l'album Dare de Human League en 1981).
Les Stranglers ont choisi d'enregistrer leur nouvel album dans les studios Pathé Marconi de Boulogne-Billancourt. Selon Hugh Cornwell, à cette époque, le groupe « a développé une envie d'enregistrer ailleurs que dans le Royaume-Uni ». Avertis à la dernière minute de la décision de Martin Rushent, les Stranglers se résolvent à co-produire The Raven avec leur ingénieur du son habituel, Alan Winstanley. Même s'il bénéficie de l'expérience que Hugh et JJ ont acquise lors de l'enregistrement de leurs albums solos respectifs, le travail avance plus lentement qu'avec leur producteur précédent : une chanson par jour contre deux avec l'aide de Martin Rushent.
Dans le studio d'à côté, les Rolling Stones sont en train d'enregistrer Emotional Rescue. En 1977, Mick Jagger a eu des mots très durs sur les Stranglers mais les deux groupes se croiseront finalement très peu, pendant les deux semaines que durera l'enregistrement de The Raven.
Le mixage a lieu aux studios Air de Londres, d'abord par Alan Winstanley qui, pris par d'autres engagements, ne peut terminer le travail. Steve Churchyard dont Hugh Cornwell a utilisé les services pour Nosferatu, prend alors le relais.

## Parution et Réception

### Parution
The Raven est publié le 21 septembre 1979 en Grande-Bretagne et dans la foulée, dans le reste du continent européen, chez United Artists. C'est le premier album des Stranglers qui ne sort pas en même temps aux États-Unis et au Canada, le groupe ayant décidé de rompre avec A&M, le label américain de leurs trois premiers albums. À la place sortira en 1980 chez IRS, un album hybride intitulé IV, fait d'une moitié de The Raven et de quelques titres inédits sortis en simple en Europe.

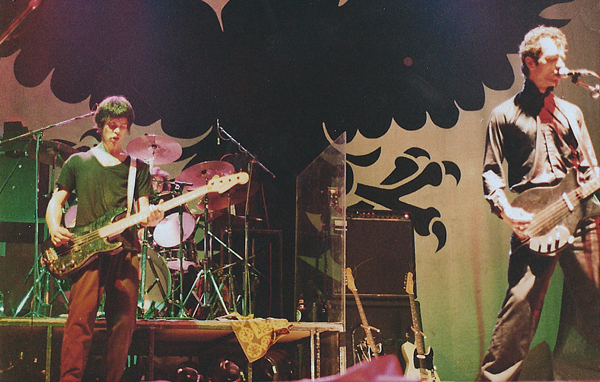
Sur la tournée de promotion, le groupe utilise un fond de scène sur lequel figure un gigantesque corbeau.

L'album reçoit son baptême public le 18 août, lors d'un concert en première partie des Who au stade de Wembley, au cours duquel les Stranglers jouent la quasi-totalité de leurs nouveaux morceaux. Les premières critiques émises lors de ce concert sont d'ailleurs généralement favorables. Pour promouvoir l'album, l'attaché de presse des Stranglers a l'idée d'organiser un match de cricket entre la presse anglaise et une équipe constituée de « Stranglers and friends ». Les journalistes jouent en blanc et battent à plate couture les musiciens habillés en noir et dans les rangs desquels on compte Lemmy de Motörhead, Eddy Grant et Captain Sensible des Damned.
Les Stranglers se lancent ensuite dans une tournée britannique qui démarre le jour de la sortie de l'album et se poursuit en novembre avec quelques concerts sur le continent (Belgique, France et Allemagne). À Paris, le concert du 12 novembre est filmé par la télévision pour l'émission d'Antoine de Caunes, Chorus; il est le théâtre de divers incidents qui manquent provoquer l'arrêt de l'émission.
Selon leur biographe officiel, David Buckley, tous les membres du groupe gardent un souvenir ému du disque : Dave Greenfield déclare que c'est son préféré « du moins certaines de ses parties », Jet Black se souvient du sentiment de satisfaction qu'il a ressenti après l'enregistrement et du fait que sa première à Wembley a, pour la première fois de leur carrière, été bien accueillie par la presse. Quant à JJ Burnel, il a raconté qu'après la sortie de l'album, il avait fait une tentative de suicide, persuadé que les Stranglers n'arriveraient jamais à dépasser son niveau.

### Critique
S'il est généralement bien reçu par les presses britannique et française, l'album déroute cependant quelque peu les critiques de l'époque, autant parce qu'il représente un changement de direction pour le groupe que par son aspect aventureux, expérimental ou inégal. Parmi les quatre grands magazines britanniques spécialisés, deux lui attribuent la note maximum : le Record Mirror et Sounds où Dave McCullough juge que c'est « le meilleur album des Stranglers et probablement (à côté des sorties des Slits, de The Fall et des Undertones) un des meilleurs de l'année ». Les deux magazines français Best et Rock & Folk sont également partagés : Jacques Colin, préposé d'office à la critique par le rédacteur en chef de Rock & Folk, émet un avis nuancé tandis que Francis Dordor pour Best est conquis, parlant de musique « belle, ambitieuse, puissante et robuste ».
À l'époque de sa sortie, il permet aux Stranglers de se classer 5e meilleur groupe et de classer The Raven 5e meilleur album dans le sondage annuel réalisé auprès de ses lecteurs par le magazine britannique New Musical Express. À l'inverse, il ne se classe pas dans la liste des dix meilleurs albums de l'année établie par les critiques du magazine.
Progressivement, les médias, notamment spécialisés, se sont mis à réévaluer son importance. Rock & Folk l'a classé en 1995 parmi les 300 disques incontournables des trente années précédentes et les Inrockuptibles l'a cité en 2004 dans sa sélection d'albums des années 1970. À partir de 2007, le disque est même qualifié de chef-d'œuvre : c'est le terme qu'emploient le quotidien britannique The Guardian dans sa sélection des 1000 albums à écouter avant de mourir, parlant même de « chef-d'œuvre excentrique » et Rock & Folk dans la critique de la ré-édition du coffret The Old Testament où Nicolas Ungemuth estime qu'« à partir de là [la sortie de The Raven] et jusqu'à La Folie, les Stranglers sont intouchables, uniques. Leur art ne ressemble à rien de l'époque, ni aux Cure, ni aux Banshees, ni à Joy Division. »

### Classements des ventes
En Grande-Bretagne, où les Stranglers sont très populaires depuis leur premier album, The Raven atteint la 4e place du top 40 mais une erreur due à l'organisme qui relève les ventes l'empêche d'atteindre la première place dès sa sortie : en effet, une partie des ventes de The Raven est créditée à Police pour leur album Reggatta de Blanc qui, lui, n'est pas encore sorti. L'album est certifié disque d'or en Grande-Bretagne.
Les trois singles issus de l'album, Duchess, Nuclear Device et Don't Bring Harry, se classent respectivement à la 14e, 36e et 41e place. Duchess fera sa réapparition dans les charts en 1997 dans une version très proche de l'original due au groupe de britpop My Life Story.

### Héritage
De la même manière que les Stranglers ont soulevé une controverse dès 1977 quant à savoir s'ils étaient punks ou pas, il subsiste, à l'heure actuelle, une incertitude sur leur appartenance au mouvement post-punk : pendant que certains auteurs comme Simon Reynolds leur dénient cette étiquette, d'autres comme Keith Cameron ou John Robb leur accordent, au contraire, une importance de premier rang dans l'apparition du genre. Keith Cameron estime ainsi dans Mojo : « Ils ont fait deux albums palpitants, Black and White et The Raven, qui ont redéfini le paysage du post-punk et ont préfiguré le néo-psychédélisme brut de groupes comme Joy Division. »
Duchess a été repris par le groupe My Life Story en 1997 ainsi que par Jesu qui en a enregistré deux versions très éthérées sur un EP sorti en 2012. Dans les années 1980, deux groupes de rock français ont emprunté leur nom à un titre de The Raven : Baroque Bordello et Nuclear Device.

## Caractéristiques artistiques

### Paroles
La majorité des paroles de The Raven est très fortement inspirée par les séjours que les Stranglers viennent de faire à l'étranger, à titre privé ou professionnel. En effet, le groupe a tourné au début de l'année 1979 au Japon et en Australie, Hugh Cornwell a travaillé aux États-Unis pour son album solo et le séjour en Italie pour préparer l'album laisse aussi son empreinte. Cela permet à Hugh Cornwell de se présenter, un brin provocateur, au journaliste qui l'interroge à l'époque, comme des « journalistes aussi (...) mais nous disons la vérité (...) et il n'y a pas d'éditeurs à nos chansons. » Quant à JJ Burnel qui est arrivé à imposer son point de vue européen aux autres membres du groupe, il déclarera en 1993 : « Notre groupe, à partir de ce moment-là, se sent européen, nous ne nous adressons plus uniquement à la Grande Bretagne, mais à tous les peuples. »
Si beaucoup de chansons relèvent de la critique sociale (Dead Loss Angeles, Don't Bring Harry) ou politique (Shah Shah a Go Go, Nuclear Device), elles s'attachent aussi à des thèmes plus personnels (The Raven, Baroque Bordello). Le goût pour l'occulte des Stranglers y transparaît à plusieurs reprises (apparition du thème des Meninblack, nouvelle allusion à Nostradamus). Et plusieurs sujets difficiles sont évoqués, notamment le suicide (Ice) et les drogues dures (Don't Bring Harry). À l'époque de sa sortie, un journaliste fera remarquer à Hugh Cornwell que la face A du disque parle essentiellement de lieux tandis que la face B parle de gens mais celui-ci démentira que ce soit intentionnel.

### Musique
Dans l'évolution constante qu'ont connu les Stranglers Mark I entre 1977 et 1990, The Raven vient se placer entre Black and White (sorti en mai 1978) et The Gospel According to the Meninblack (qui sortira en février 1981), trois albums très différents les uns des autres. Le son cru des trois premiers albums, avec une basse très en avant, s'est adouci tandis que les Stranglers continuent à innover, notamment Dave Greenfield, ce qui annonce l'expérimentation électronique du suivant.
De la même manière que chaque opus a sa personnalité, on retrouve souvent, sur les albums des Stranglers MK I, des titres très différents les uns des autres. The Raven ne fait pas exception à la règle, passant de la valse (Longships) à la ballade (Don't Bring Harry) ou de la pop classique (Duchess) au rock électronique (Meninblack). Ce que tous les titres ont en commun, par contre, c'est leur mélodicité et leur aspect novateur, que ce soit dans la structure des chansons, dans les rythmes, dans l'utilisation des instruments.
Par rapport au troisième album, Black and White, la structure classique des chansons s'efface sur nombre de titres : les passages instrumentaux s'allongent « amenant le style du groupe plus près du rock progressif que du punk » (Baroque Bordello et Shah Shah a Go Go ont des intros de 1 min 30 s) ; les refrains sont remplacés par de courts thèmes (Ice, Genetix) et les couplets alternent de manière irrégulière ; d'une manière générale, la structure des chansons varie énormément d'un titre à l'autre. Les arrangements se complexifient : le groupe utilise des mesures autres que le traditionnel 4/4 et les fait parfois varier à l'intérieur d'un morceau (Nuclear Device) ou d'un instrumentiste à l'autre (Baroque Bordello); enfin, l'aspect polyphonique de la musique s'accentue, aboutissant à la création de contrepoints à deux ou trois parties (The Raven, Baroque Bordello, Genetix).
La critique du concert de Wembley, parue dans le New Musical Express juste avant la sortie de The Raven, synthétise ainsi l'évolution du groupe : « Il y a eu une expansion étonnante des choix courageux et importants de départ : les textures sont plus dérangeantes, les formes plus compliquées et plus amples, elles sont assemblées de manière aléatoire, menant parfois le groupe près d'un style de musique « free ». Les rythmes sont devenus plus aventureux, l'usage des claviers plus varié. Les Stranglers sont beaucoup plus mûrs, plus imprévisibles et plus erratiques. »
En 1984, Hugh Cornwell aura un regard assez critique sur leur travail de l'époque, regrettant la complexité de l'album en ces termes : « Nous avons essayé d'être trop malins. Nous n'avons jamais eu de problème pour écrire des chansons. (...) nous étions arrivés au point où nous étions préoccupés que nos chansons soient si bonnes, aussi nous avons essayé de les compliquer. Nous étions embarrassés si elles étaient trop directes et avons commencé à développer cette impression perverse de confort à les compliquer. »
Sur The Raven, le rôle des instruments évolue : guitare et basse sont moins présentes que sur les trois premiers albums. La basse, en particulier, n'est plus aussi en avant que sur Black and White et a perdu ce son de grondement si caractéristique du groupe. Martin Rushent s'en étonnera des années après en disant : « C'est ce que je ne comprends pas. Alan Winstanley était assis à côté de moi durant [l'enregistrement] des trois albums et savait comment obtenir le son de basse de Jean Jacques. Il connaissait la technique pour le faire comme ça devait être fait. » En échange, son jeu se fait plus original comme en témoignent les deux solos de basse de Genetix ou l'intro de Ice. Et il s'essaie même au groove sur certains titres (Shah Shah a Go Go, Dead Loss Angeles).
Quant à Hugh Cornwell, sa façon de jouer s'est également raffinée depuis Black and White. Là où il avait l'habitude de plaquer de grands accords à la sonorité métallique, il opte désormais pour un jeu en arpèges sensibles placés ponctuellement (Don't Bring Harry, Meninblack) et parfois à contre-temps (Ice, Shah Sha a Go Go). Le NME juge à l'époque que : « Hugh Cornwell est particulièrement impressionnant. Pour un guitariste sans prétentions, il a évolué à des années-lumière de ses débuts gauches. Chaque fois que vous le repérez, il joue quelque chose d'inattendu et les rares fois où il joue un vrai solo, sa touche est étonnamment délicate. »

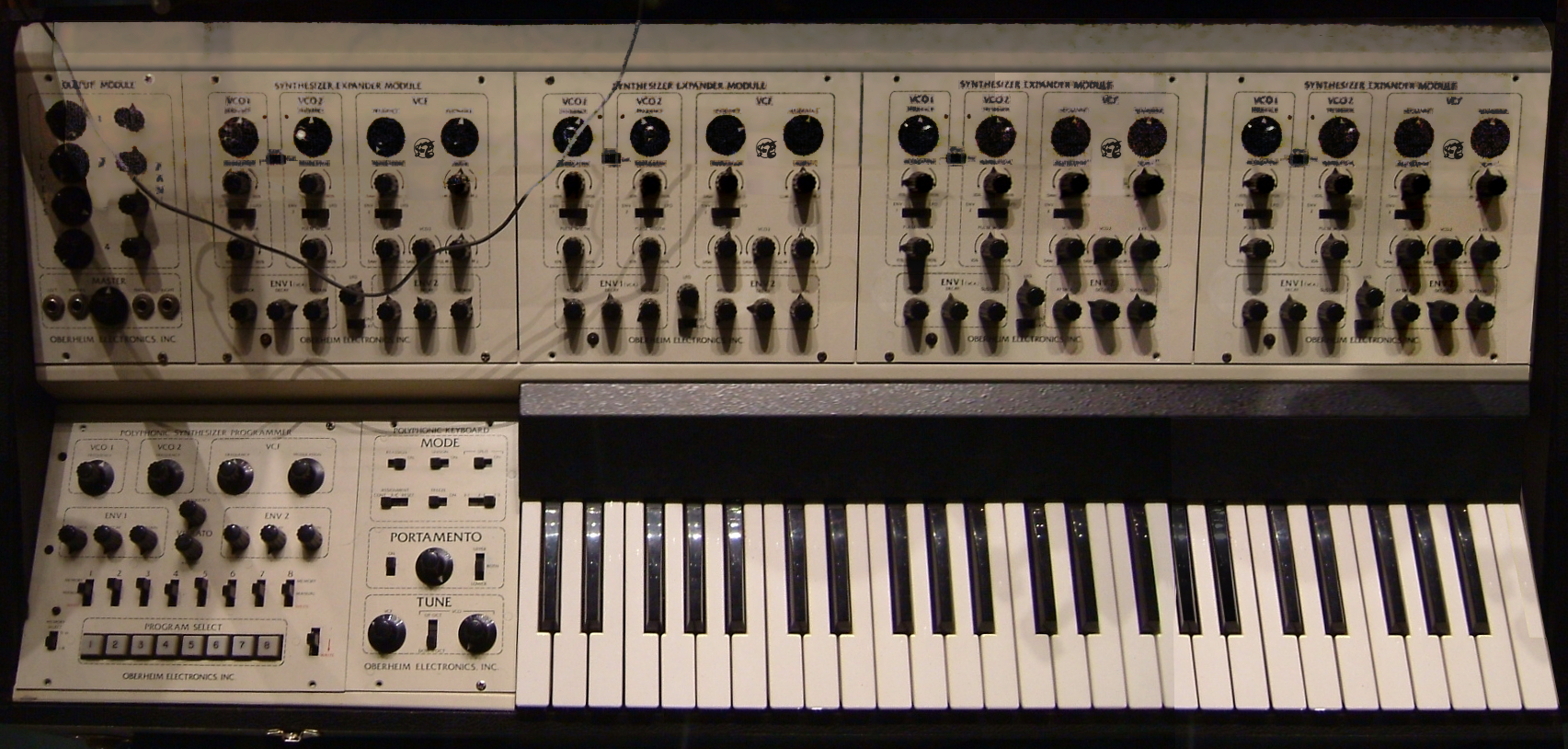
Dave Greenfield utilise un Oberheim 8 Voice pour la première fois (ici en version 4 Voice).

Cette relative mise en retrait des deux guitaristes laisse plus de champ aux innovations des claviers. Dave Greenfield qui a commencé à se servir de synthétiseurs dès 1977 et No More Heroes, vient d'acquérir un modèle polyphonique : l'Oberheim 8 Voice. Il va en explorer les possibilités sur cet album et le suivant. Hugh Cornwell en parle ainsi dans une interview de 1979 : « Il se trouve que pour The Raven, nous avons employé un nouvel instrument, le synthétiseur Oberheim qui produit de nouveaux sons particulièrement intéressants : il a huit voix différentes et Dave peut programmer des séquences, si bien qu'on a l'impression qu'il a quatre paires de mains ! » Son travail sur les sons est souligné en particulier par le magazine Record Mirror qui estime que de « simple lignes de Moog [se sont] transformées en effets sonores prolongés et plus libres, issus d'une collection de plus en plus exotique de gadgets électroniques. »
Poussé par Hugh Cornwell, Jet Black change aussi sa manière de jouer. Sa frappe lourde des trois premiers albums laisse place à plus de finesse, faisant dire à un critique de l'époque qu'elle emprunte au jazz sur certains morceaux (Ice, Baroque Bordello). Lors de l'enregistrement du disque, JJ Burnel avait annoncé : « Cette fois, nous mettons surtout l'emphase sur la batterie qui joue presque tout le temps en solo. »
Enfin, de manière plus anecdotique, c'est le premier album sur lequel les deux auteurs-compositeurs du groupe (Jean-Jacques Burnel et Hugh Cornwell) chantent vraiment.

### Analyse titre par titre
Longships : c'est le premier instrumental à ouvrir un album des Stranglers, tradition qui se perpétue jusqu'à aujourd'hui (Camden Afternoon sur Giants). Le titre est la traduction en anglais du mot drakkar et introduit le thème des Vikings poursuivi sur la chanson suivante. Le morceau fait également écho à la photo qui figure au dos de la pochette et où les Stranglers posent à la proue d'un drakkar reconstitué. Musicalement, il adopte le rythme d'une valse en 6/8 que le magazine Record Collector qualifiera de « semi-psychédélique ».
The Raven : les paroles constituent un dialogue imaginaire entre un Viking et un corbeau, oiseau utilisé par ces navigateurs scandinaves pour trouver la terre. Le thème des Vikings a été introduit par JJ Burnel dont les parents sont tous deux normands et qui s'est mis dans la peau d'un Viking pour chanter ce titre : « When I was a Viking/My friend he was the raven » (Quand j'étais Viking/Le corbeau était mon ami). Il s'ouvre sur une longue intro dans laquelle chaque instrument démarre sa propre ligne mélodique en même temps, ce qui représente une innovation par rapport aux trois disques précédents. Chanson à la fois puissante et mélodique, elle se termine sur des bruits de synthés évoquant l'appel du corbeau. Best parle à son propos, d'une « épopée légèrement emphatique mais mélodique et incomparablement exaltante ».
Dead Loss Angeles : la chanson est une satire sur Los Angeles et plus généralement sur les États-Unis ; elle contient également une courte allusion à l'enregistrement du premier disque solo de Hugh Cornwell en compagnie du batteur Robert Williams qui s'est effectué en partie à LA (« I hear a symphony/of lonely timpanies », c'est-à-dire : J'entends une symphonie/de timbales solitaires). D'autre part, elle a la particularité d'être jouée sur deux basses, Hugh Cornwell ayant troqué sa Telecaster pour une vieille basse semi-acoustique Dan Electro achetée aux États-Unis. Le guitariste avait déjà fait ce choix de ne pas utiliser de guitare sur un titre de son album solo où il jouait seulement de la basse (Mothra). Propulsé par le groove des deux basses, le titre est qualifié de « black funk » dans la critique du magazine Sounds. Sur le refrain et le pont, les synthés de Dave Greenfield adoptent un son presque cristallin qui contraste fortement avec le grondement des deux autres instruments.
Ice : les paroles offrent une vision à la fois romantique et poétique du seppuku, le suicide rituel des samouraïs. Les premiers vers en sont : « Die like cherry blossom/Hagakure with perfume » (Meurs comme une fleur de cerisier/Hagakure et parfum). C'est également un hommage à Yukio Mishima qui s'est suicidé en utilisant ce rituel en 1970 et auquel JJ Burnel a consacré une autre chanson (Death and Night and Blood sur Black and White). Dave Greenfield y joue staccato, ce qui accentue la froideur du morceau et contraste avec le groove amené par la basse. Cela vaut à la chanson d'être comparée à un « Kraftwerk funky » par le magazine Best. Sur le pont, Jet Black a ajouté des bruits de verre cassé dont la petite histoire précise que celui-ci provient des bouteilles de whisky consommées pendant l'enregistrement.
Baroque Bordello : écrite en Italie, la chanson fait allusion à une relation amoureuse de Hugh Cornwell. Musicalement, elle représente un tour de force de la part du guitariste qui ne joue pas le couplet sur le même rythme que les trois autres musiciens (7/8 contre 4/4) et qui chante en même temps mais cette fois ci en s'alignant sur la section rythmique. L'intro dont JJ Burnel se dira particulièrement fier, est découpée en plusieurs parties dont la dernière est un bon exemple de polyphonie, basse, guitare et claviers jouant chacun sa ligne mélodique. C'est l'un des titres préférés de Hugh Cornwell et le préféré de JJ Burnel.
Nuclear Device : les paroles se rapportent au premier ministre de l'état du Queensland (Australie), Joh Bjelke-Petersen, à qui les Stranglers avaient eu affaire lors de leur précédente tournée aux antipodes. Profitant du large pouvoir que lui octroyait le fédéralisme de l'état australien, celui-ci avait établi une quasi dictature dans la région qu'il administrait. Sur le plan musical, Nuclear Device est la chanson la plus proche de l'album précédent, tant au niveau du son que de la structure. Elle démarre sur une transcription aux synthés de Waltzing Matilda, une chanson tirée du répertoire folklorique australien. Deuxième single tiré de l'album, elle a également figuré, au côté de London Calling des Clash ou de I don't remember de Peter Gabriel, sur la compilation Life in the European Theatre publiée en 1981, compilation dont le but était de dénoncer les dangers de l'industrie nucléaire
Shah Shah a Go Go : la chanson s'intéresse à la situation en Iran où le Shah vient d'être renversé par les fondamentalistes religieux dirigés par l'Ayatollah Khomeini. Or le groupe pense que Nostradamus, auquel ils ont déjà fait plusieurs fois allusion dans leurs chansons, a prédit l'événement dans un de ses quatrains. Musicalement, elle commence par une longue intro divisée en plusieurs parties et se termine de manière symétrique par une longue coda également divisée en plusieurs parties. On entend, au tout début, l'enregistrement de l'appel à la prière d'un muezzin qui se prolonge insensiblement par quelques notes de Dave Greenfield. Lors de la tournée pour la promotion de The Raven, cette chanson était très souvent enchaînée avec Ice, le claviériste jouant le même motif à la fin de Shah Shah a Go Go et sur la deuxième partie de l'intro de Ice. La critique publiée dans le magazine Melody Maker parlera, à son propos, d'« electronic disco ».
Don't Bring Harry : la chanson aborde le sujet de la drogue et plus spécifiquement de l'héroïne que Hugh Cornwell et JJ Burnel sont en train d'essayer. En effet, Harry est le terme d'argot qui désigne l'héroïne en anglais. C'est un thème récurrent du rock que les Stranglers ont déjà abordé mais qu'ils traitent, ici, d'une manière paradoxale : généralement, le sujet est abordé sous l'angle du spectateur qui condamne l'usage de la drogue ou du consommateur qui évoque sa dépendance ou plus rarement, son sevrage. Ici c'est le consommateur lui-même qui la rejette : « Don't bring Harry/I don't need him around » (que JJ Burnel a traduit par : « N'emmènes pas Harry/Je n'ai pas besoin de lui »). C'est une ballade principalement jouée au piano que les journalistes de l'époque compareront beaucoup au style du Velvet Underground. Elle contient en outre un court et magnifique solo de guitare. Il en existe une version chantée en français par JJ Burnel sous le titre N'emmènes pas Harry ; elle est sortie en 45 tours en France l'année suivante.
Duchess : encore une chanson sur une relation amoureuse de Hugh Cornwell dont le titre s'explique car la jeune femme faisait partie de l'aristocratie anglaise. Ce premier 45 tours, à qui la critique contemporaine trouve des accents sixties, est certainement le titre le plus pop de l'album. Il a une structure classique en couplet-refrain-couplet. Dave Greenfield y retrouve un son de synthé proche du son de l'orgue Hammond de ses débuts ainsi que son jeu virtuose. Cela en fait un titre très différent des autres titres, ce qui fera dire au magazine Melody Maker qu'il appartient à une autre époque (musicalement) que le reste de The Raven. Duchess constitue le premier single tiré de l'album et fait l'objet d'une vidéo qui sera jugée blasphématoire et interdite de diffusion sur la BBC.
Meninblack : les paroles traitent de l'hypothèse selon laquelle le genre humain est issu d'une manipulation génétique faite par des extra-terrestres, elle introduit le thème des « hommes en noir » que l'on retrouvera sur le concept-album suivant : The Gospel According to the Meninblack. L'idée d'en faire une chanson d'abord, puis tout un album, a commencé à germer fin 1977, lorsque le groupe s'est retrouvé enfermé dans une maison isolée à la campagne pour écrire l'album Black and White. Jet Black qui s'intéresse aux extra-terrestres depuis qu'il a vu dans le ciel nocturne, au-dessus de chez lui, ce qu'il a interprété comme un OVNI, est abonné à un magazine d'ufologie que les autres vont lire pendant cette période où ils sont isolés. C'est le point de départ de l'intérêt du groupe pour les Meninblack, ces êtres d'apparence humaine qui se manifestent aux témoins des apparitions d'OVNIS. La musique est en fait une version ralentie du titre Two Sunspots que les Stranglers ont commencé à enregistrer avant The Raven en vue d'en faire un single. Par-dessus la mélodie jouée aux claviers, Hugh Cornwell rajoute un riff de guitare « à la western spaghetti » et Jean-Jacques Burnel pose sa voix, déformée par un harmonizer. Le titre a la particularité d'être le seul de l'album qui ne comporte pas de basse. Il est certainement le plus mal reçu par la critique de l'époque, à l'instar de l'album suivant. Sur la tournée The Raven, une bande enregistrée de ce titre servait souvent d'introduction au concert.
Genetix : la chanson traite des débuts du génie génétique dans lequel Hugh Cornwell voit plutôt une chance qu'un danger mais surtout, cela renforce ses convictions que science et religion ont des points communs (« Found a new game to play/Messing round at playing God », c'est-à-dire : Trouvé un nouveau jeu/S'amusant à être Dieu). La chanson comportant un rythme inhabituel et une structure compliquée qui la rendent difficile à interpréter, c'est Dave Greenfield qui est chargé d'en chanter la partie principale. Elle est en effet largement inspirée de l'une des autres influences majeures des Stranglers, Captain Beefheart, connu pour le côté déstructuré de sa musique. La section rythmique du groupe est particulièrement à l'honneur sur ce titre qui s'ouvre sur un solo de batterie atypique et continue de même. Il contient en outre deux solos de basse différents à la fin. Le magazine Record Mirror la qualifiera de « pièce complexe à la fois musicalement et vocalement » en raison notamment de « l'interaction par moments phénoménale entre le guitariste et [le claviériste] ».

### Pochette et titre
The raven signifie le corbeau en anglais ; c'est la deuxième fois que les Stranglers piochent dans le bestiaire pour baptiser un album, après Rattus Norvegicus, leur premier opus et avant Feline, leur septième. C'est JJ Burnel qui a tenu à baptiser l'album du titre du deuxième morceau dont il a écrit les paroles. Comme il l'explique dans une interview au magazine Juke Box, le corbeau est « un animal qui a un sixième sens très développé. Les Vikings emmenaient à bord de leurs drakkars des corbeaux et lorsqu'ils étaient en pleine mer, ils les lâchaient. Ceux-ci se dirigeaient instinctivement vers la terre la plus proche, ils n'avaient plus qu'à suivre cette direction. » Mais pour Hugh Cornwell, l'oiseau est aussi une image du tournant que le groupe est en train de prendre. Il explique ainsi en 1979 : « Nous aimons les symboles et pour nous, le corbeau est beaucoup plus représentatif de ce que nous sommes maintenant de ce que nous étions il y a un an ou deux. A ce moment, nous étions réellement dans les égouts. Le corbeau signifie plus aller de l'avant dans une direction. »

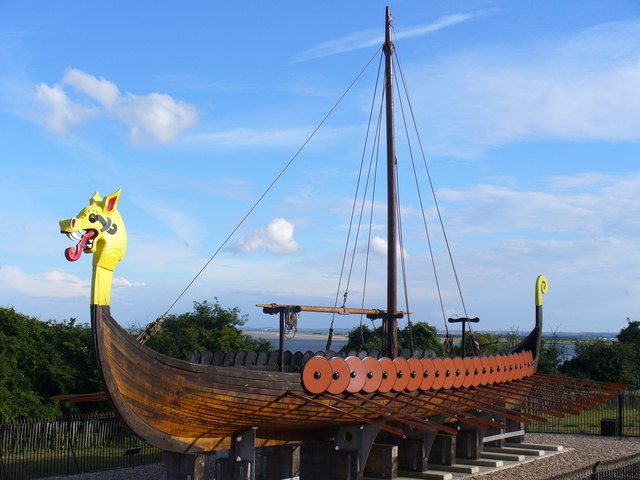
Réplique du drakkar utilisée pour le recto de la pochette de The Raven (Pegwell Bay, Kent).

La pochette du quatrième album représente donc naturellement un corbeau. Il en existe deux versions : les 20 000 premiers exemplaires sont sortis sous une pochette en 3D tandis que les exemplaires restants (et les re-éditions) ont une couverture en 2D. Les deux pochettes ont été conçues par John Pasche, le designer du célèbre logo en forme de langue des Rolling Stones, mais selon des techniques différentes : la pochette en 3D est une photo d'un corbeau empaillé tandis que la pochette en 2D est une peinture. Au dos, le groupe pose à la proue d'un drakkar reconstitué qui se trouve -encore aujourd'hui- sur la côte anglaise du Kent.
La pochette intérieure comprend les textes des chansons et des illustrations se rapportant à chacun des titres. Celle de Nuclear Device doit être rapidement censurée car elle caricature Joh Bjelke Petersen à côté d'une carte de l'Australie. Le morceau The Raven est illustré par le dessin stylisé d'un corbeau qui sera également repris sur le rideau de scène des Stranglers lors de la tournée qui suit.

## Caractéristiques techniques

### Titres
A1. Longships - 1:10
A2. The Raven - 5:13
A3. Dead Loss Angeles - 2:25
A4. Ice - 3:25
A5. Baroque Bordello - 3:53
A6. Nuclear Device
B1. Shah Shah A Go Go - 4:50
B2. Don't Bring Harry - 4:10
B3. Duchess - 2:31
B4. Meninblack - 4:49
B5. Genetix
Toutes les chansons sont signées par The Stranglers, datées de juin 1979 et éditées par April Music Ltd./Albion Music Ltd. (1979).
Lors de la réédition de l'album en CD en 2001, 4 titres bonus ont été ajoutés :
1. Bear Cage
2. Fools Rush Out
3. N'Emmenes Pas Harry
4. Yellowcake UFO

Sur le CD, les chansons sont signées Cornwell/Burnel/Greenfield/Black.

### Singles tirés de l'album
Trois 45 tours sont tirés de l'album dont le succès ira déclinant au cours du second semestre 1979 :
- Duchess/Fools Rush Out sort en août 1979, en avant-première de l'album.
- Nuclear Device/Yellowcake UF6 sort en octobre 1979.
- Don't Bring Harry/Crabs/Wired/In the Shadows sort en novembre sous forme d'un EP qui rassemble également un titre de l'album solo de JJ Burnel (Crabs), un titre de l'album solo de Hugh Cornwell (Wired) et un titre de Black and White (In the Shadows) enregistré en concert en 1977.

Une version française de Don't Bring Harry intitulée N'emmènes pas Harry sort en 45 tours en France l'année suivante.
Seuls les deux premiers singles bénéficient d'un clip vidéo.

### Personnel

#### Interprètes
- Hugh Cornwell — guitares, chant, seconde basse sur Dead Loss Angeles
- Dave Greenfield — claviers, chant
- Jean-Jacques Burnel — basse, chant
- Jet Black — batterie

#### Équipe de production
- Producteurs : The Stranglers et Alan Winstanley
- Ingénieur du son: Alan Winstanley
- Mixage : Alan Winstanley, Steve Churchyard
- Conception de la pochette : The Stranglers
- Coordination de la conception : John Pasche
- Conception de la pochette intérieure : Shoot that Tiger!
- Photographe (pochette en 3D) : Toppan
- Photographe (pochette en 2D) : Chris Ryan
- Photographe (verso de la pochette) : Paul Cox
- Photographe (intérieur de la pochette) : Allan Ballard

Pour la re-édition de 2001 : 
- Idée et concept : Alan Parker
- Design : Nick Reynolds et Rob Green.